# Фронтера (Коауила)
Фронтера (исп. Frontera) — город в Мексике, штат Коауила, входит в состав одноимённого муниципалитета и является его административным центром. Численность населения, по данным переписи 2020 года, составила 75 242 человека.

## Топонимика
Название Frontera в переводе с испанского языка — граница, пограничье, было дано в знак большого количества проживавших здесь американцев.

## История
Поселение было основано в 1884 году как железнодорожная станция при городе Монклова. Станция очень быстро обросла жилыми кварталами, и в 1893 году получила статус отдельного поселения.
21 декабря 1927 года Фронтера получила статус вильи и стала главой муниципалитета, а в 1965 году получила статус города.